# تورا-سان و عشق بازیگری
تورا-سان و عشق بازیگری (انگلیسی: Stage-Struck Tora-san) یک فیلم کمدی ژاپنی محصول ۱۹۷۸ به کارگردانی یوجی یامادا است. این فیلم بیست و یکمین فیلم از مجموعه محبوب و طولانی‌مدت اوتوکو وا تسورای یو است.

## خلاصه
تورا سان از سفرهای خود در سراسر ژاپن به «تورا-یا» یا خانه خانواده اش در توکیو برمی گردد و عمویش را در حال بهبودی از یک بیماری می‌یابد. پس از شروع یک دعوای خانوادگی، او دوباره به جاده بازمی‌گردد و با مردی به نام تومکیچی دوست می‌شود. وقتی این دو به توکیو می‌آیند، هر دو عاشق رقصندگان صحنه می‌شوند.

## ارزیابی انتقادی
کیوشی آتسومی در مراسم جایزه آکادمی فیلم ژاپن برای بازی در تورا-سان و عشق بازیگری و فیلم بعدی در این مجموعه تورا-سان، نقل هر محفل (همچنین ۱۹۷۸) نامزد دریافت جایزه بهترین بازیگر مرد شد. یوجی یامادا نیز برای این دو فیلم نامزد بهترین کارگردانی شد. استوارت گالبریث چهارم می‌نویسد که تورا-سان و عشق بازیگری یکی از مدخل‌های ضعیف‌تر در مجموعه اوتوکو وا تسورای یو است. او خاطرنشان می‌کند که تتسویا تاکدا، بازیگر محبوب کمیک در ژاپن در آن زمان، نقش هامی (هامی برای توصیف یک بازیگر یا بازیگری غیرطبیعی و استفاده بیش از حد از احساسات استفاده می‌شود) در نگاه وسترن دارد. به گفته گالبریت، این فیلم به عنوان نگاهی نوستالژیک به فرهنگ عامه اواخر دهه ۱۹۷۰ بهترین کار را دارد. بخش رؤیای آغازین یک جعلی از «برخورد نزدیک از نوع سوم» (۱۹۷۷) است، و ارجاعاتی به بانوی صورتی و همچنین اجمالی به وضعیت اقتصادی آن زمان ژاپن وجود دارد.